# Croix grecque à Gradac
La croix grecque à Gradac (en serbe cyrillique : "Грачки крст" у Градцу ; en serbe latin : "Grački krst" u Gradcu) se trouve à Gradac, dans la municipalité d'Ivanjica et dans le district de Moravica, en Serbie. Elle est inscrite sur la liste des monuments culturels protégés de la République de Serbie (identifiant no SK 1663),,,.

## Présentation
La croix est située sur une hauteur, dans une clairière, à l'écart du cimetière du village ; cette position et l'absence de vestiges de pierres tombales alentour semblent exclure l'hypothèse qu'elle se trouvait dans un cimetière,.
De dimensions exceptionnellement importantes, ce monument cruciforme mesure 174 × 94 × 27 cm et est constitué de calcaire blanc-grisâtre,. À l'ouest, sur un de ses bras, la croix porte une inscription, très peu profondément gravée, ainsi qu'un christogramme paléochrétien ; l'inscription, écrite en cyrillique, est très endommagée, ce qui en rend la lecture peu fiable ; on suppose que son état s'explique par  le fait que la croix servait de zapis (lieu d'inscription, registre) au village et qu'une nouvelle mention y était gravée à l'occasion de chaque cérémonie religieuse,. Sur le monument, on peut lire la date de 1662 mais on ignore si cette année correspond à la date de son érection ou si elle a été écrite plus tardivement,. 
Devant la complexité des données, on en arrive à l'hypothèse que la croix avait sans doute une valeur monumentale multiple ; elle aurait été érigée pour commémorer un événement ou un personnage importants ; elle aurait également servi de borne frontalière, de lieu de culte et de registre pour les événements du village. En tout cas, la « croix de Gradac » est une preuve matérielle de la continuité du peuplement de la région, du caractère sacré du lieu et des coutumes populaires.

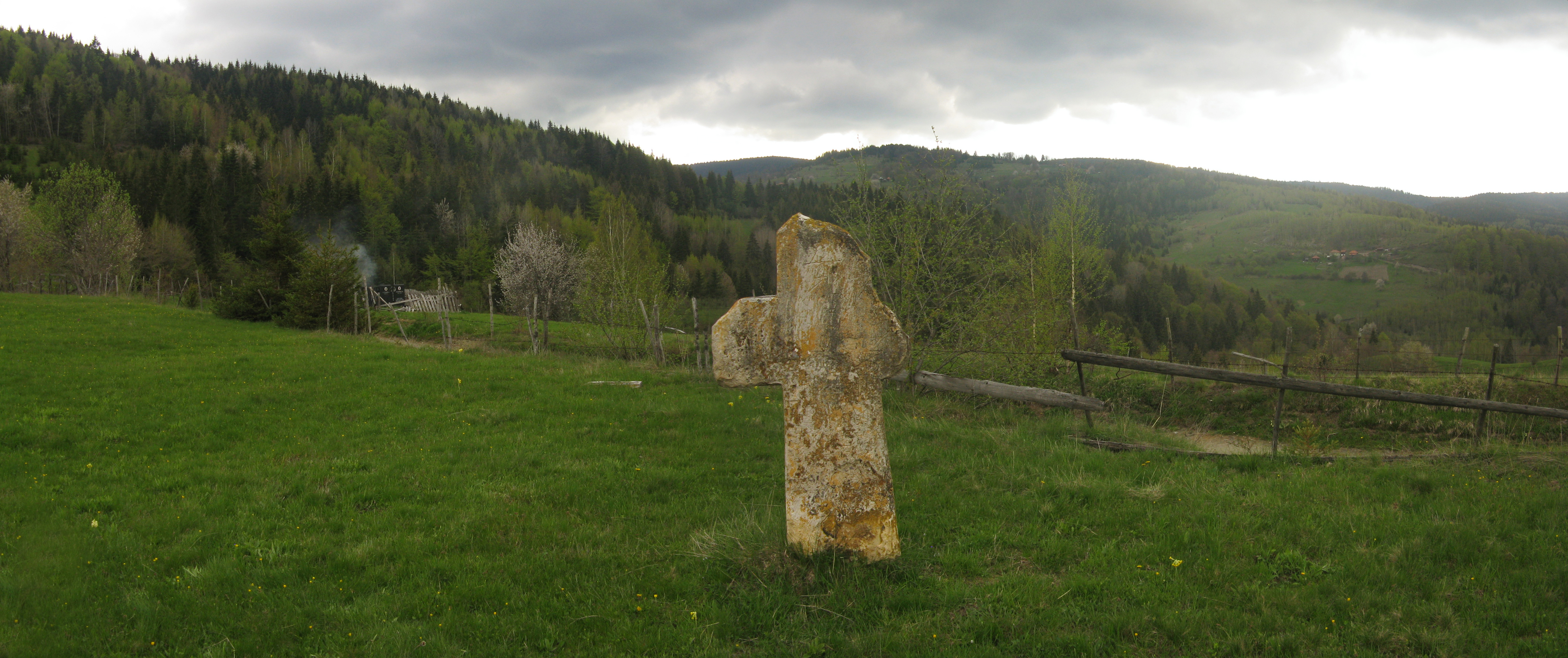
La croix dans son environnement.